# Zarząd do spraw Jeńców Wojennych NKWD
Zarząd do spraw Jeńców Wojennych NKWD ZSRR (ros. Управление по делам военнопленных и интернированных НКВД  СССР) – jeden z organów wewnętrznych Ludowego Komisariatu Spraw Wewnętrznych ZSRR (NKWD ZSRR), powołany przez ówczesnego ludowego komisarza spraw wewnętrznych ZSRR Ławrientija Berię 19 września 1939 roku, później Zarząd do spraw Jeńców Wojennych i Internowanych NKWD ZSRR. 11 stycznia 1945 Zarząd został przemianowany na Zarząd Główny do Spraw Jeńców Wojennych i Internowanych NKWD ZSRR. Jedna z instytucji państwowych ZSRR odpowiedzialna za organizację i przeprowadzenie zbrodni katyńskiej.

## Powód utworzenia
Powodem utworzenia w strukturach NKWD dodatkowego zarządu (tj. ds. Jeńców Wojennych), był zamiar organizacji osadzenia w obozach żołnierzy Wojska Polskiego, którzy dostali się do niewoli sowieckiej  po agresji ZSRR na Polskę, rozpoczętej 17 września 1939. Wbrew konwencjom międzynarodowym władze radzieckie postanowiły przekazać wziętych do niewoli żołnierzy w ręce aparatu bezpieczeństwa NKWD, traktując ich jako element kontrrewolucyjny, zamiast umieścić ich w obozach zarządzanych przez Armię Czerwoną.

## Utworzenie i zarząd
Zarząd do spraw Jeńców Wojennych Ludowego Komisariatu Spraw Wewnętrznych ZSRR został utworzony rozkazem ludowego komisarza spraw wewnętrznych Nr 0308 z dnia 19 września 1939 roku. Jego naczelnikiem został major bezpieczeństwa państwowego Piotr Soprunienko, komisarzem Siemion Niechoroszew, a zastępcami naczelnika Iwan Chochłow i I. M. Pałuchin.

Zarząd do spraw Jeńców Wojennych NKWD wyglądał następująco:
1. Kierownictwo
2. Sekretariat

- Wydział polityczny
- Wydział dyscyplinarny
- Wydział obrachunkowy-meldunkowy
- Wydział zaopatrzeniowy
- Wydział sanitarny

Ponadto ludowy komisarz spraw wewnętrznych Ł. Beria polecił  utworzyć następujące rozdzielcze obozy jenieckie:
1. ostaszkowski
2. juchnowski
3. kozielski (Kozielsk k. Kaługi)
4. putywelski
5. kozielszczyński (Kozielszczyna w obwodzie połtawskim)
6. starobielski
7. jużański
8. orański

W rezultacie dodatkowych uzgodnień między szefem Sztabu Generalnego, komandarmem I rangi Borysem Szaposznikowem, a zastępcą Berii (ds. Milicji), komdiwem Wasilijem Czernyszowem, postanowiono utworzyć jeszcze dwa niewielkie obozy jenieckie: griazowiecki i wołogodzki. W sumie wymienione obozy mogły przyjąć na początku października 1939 roku 68 tysięcy żołnierzy Wojska Polskiego. W rozkazie Nr 0308, z 19 września, przedstawiono również, że działalność operacyjno-czekistowska w obozach jenieckich prowadzona będzie przez Wydział Specjalny NKWD i jego terenowe organa.

## Zbrodnia katyńska
Przetrzymywani oficerowie Wojska Polskiego zostali zamordowani i pogrzebani w zbiorowych mogiłach w Katyniu pod Smoleńskiem, Miednoje koło Tweru i Piatichatkach na przedmieściu Charkowa. Skrywany w okresie PRL los polskich jeńców stał się jednym z kluczowych zagadnień polskiej martyrologii okresu II wojny światowej oraz jednym z kluczowych zagadnień w relacjach polsko-rosyjskich.